# Poamă moale
Poamă moale este un vechi soi românesc de struguri albi. Era cultivat în podgoria Zeletin. Strugurii erau de mărime mijlocie, cilindro-conici, cu boabe dese.